# Știință spirituală
Știința spirituală sau știința spiritului sau știința ocultă se dorește a fi o completare a științelor naturii, având ca obiect de studiu domeniul suprasensibil. Știința ocultă este cercetarea sistematică a ocultismului sau formularea de concepte oculte într-o manieră care imită — ca metodă sau ca prezentare — practica cercetărilor din științele naturii sau felul în care ele descriu fenomenele lumii fizice. Acest termen nu include științele sociale, întrucât acestea folosesc date ce sunt obținute tot prin simțurile fizice. Știința spirituală, în schimb, pleacă de la premisa existenței unei lumi spirituale ce poate fi percepută nemijlocit de acei oameni care își dezvoltă simțuri sufletesc-spirituale, care ar exista la majoritatea persoanelor doar în stare latentă.
Ideea de știință ocultă a apărut în ocultismul secolului al XIX-lea, în special în teosofie, inclusiv la:
- Elena Blavatschi (care distingea între știința ocultă și „ocultismul adevărat” al teosofiei);
- Rudolf Steiner, a cărui carte Știința ocultă, o continuare a lucrării sale mai vechi Teosofia, se referă la evoluția ființei umane și a cosmosului, la fel ca la dobândirea cunoașterii suprasensibile;
- Alice Bailey, care a asociat ideea de știință ocultă cu astrologie esoterică; și în
- Mișcarea New Age din secolul al XX-lea.
- Harold W. Percival s-a alăturat Societății Teosofice în 1892. După moartea lui William Q. Judge în 1896, el a organizat Societatea Teosofică Independentă și a scris Thinking and Destiny care explică în termeni simpli scopul universului și înțelesurile oculte.

Cabala și Tarotul au fost descrise drept științe oculte; cartea lui Papus (Gerard Encausse) publicată inițial în 1889 în franceză ca Le Tarot des Bohémiens: Le plus ancien Livre du monde a fost tradusă în 1910 în engleză ca The Tarot of the Bohemians: The Absolute Key to Occult Science.
Unii autori au încercat să arate că anumite aspecte a ceea ce a fost numit în mod tradițional „ocultism” sunt de fapt la fel de exacte cum sunt fizica și chimia. Disciplinele științifice conțin în general două elemente interactive, având o înaltă sinergie: teorii și practici. Teoriile sunt ideai care explică un subiect și oferă concepte operaționale pentru a gândi și executa practicile. Practicile, la rândul lor, sunt un arsenal de metode și proceduri care permit studiul sistematic al unui domeniu dat, iar rezultatele practicilor se reflectă asupra teoriilor, ducând la modificarea sau rafinarea teoriilor. Când o ramură a cunoașterii are acest aspect general, ea poate fi considerată „științifică”, iar acest lucru îl susțin ei despre anumite aspecte ale ocultismului. Scopul este acela de a sintetiza sau integra concepte științifice și oculte și a le combina în ceva care este mai mare decât fiecare luat în mod separat.

## Caracterul științific
Criticile la adresa științei spirituale sunt legate în primul rând de pretenția unui caracter științific al cercetării, în ce privește calea de cunoaștere prezentată de Rudolf Steiner. Cu toate că Steiner a susținut faptul că orice om care trece printr-o pregătire ocultă corespunzătoare poate ajunge în timp la aceleași rezultate, metoda lui de cunoaștere a fost criticată în primul rând pentru că nu are un caracter empiric nemijlocit și pentru că nu este demonstrabilă prin intermediul gândirii critice. Steiner însuși pare să fi fost conștient de aceste obiecții. La începutul uneia din scrierile sale centrale, "Știința ocultă" (Die Geheimwissenschaft im Umriss, Berlin, 1910), el afirmă:
| “ | Cine admite că numai ceea ce se descoperă prin simțuri și prin rațiunea care servește aceste simțuri poate fi obiect al "științei", firește că nu va putea considera știință cele redate aici sub titlul de "știință ocultă". [...] Nașterea unei științe, în ceea ce privește esența ei, nu o cunoaștem după obiectul de cercetare pe care îl îmbrățișează, ci după modul în care se comportă sufletul omenesc în decursul activității științifice. [...] Dacă ne-am obișnuit să aplicăm acest comportament numai când e vorba de studierea realităților sensibile, atunci ușor ajungem la părerea că aceste realități sensibile ar constitui esențialul și nu observăm că amintitul comportament l-am aplicat doar realităților senzoriale. | ” |

În continuare Rudolf Steiner încearcă să demonstreze faptul că știința ocultă sau spirituală reține atitudinea sufletească ce dă caracterul științific demersului științelor naturii, în schimb nu îl mai aplică fenomenelor sensibile, ci "conținutului suprasensibil al lumii". Aceste explicații nu sunt considerate suficiente de cercetători cum ar fi Sven Ove Hansson, care analizează știința spirituală din punctul de vedere a două criterii considerate esențiale:
| “ | Între cele mai evidente critici ce pot fi făcute împotriva căii de cunoaștere a lui Steiner se numără (1) faptul că nu satisface intersubiectivitatea și (2) faptul că rezultatele ei contrazic știința convențională. Steiner era conștient de aceste argumente. Într-adevăr, el a pretins în mod empatic că metoda lui satisface intersubiectivitatea și că rezultatele sale vor fi confirmate de știința convențională. Acest lucru face posibil să se evalueze calea sa de cunoaștere prin două criterii acceptate atât de el cât și de practicienii științei convenționale. | ” |

Mai departe Hansson ajunge la următoarele concluzii:
| “ | În absența unor soluții satisfăcătoare, intersubiectivitatea lui Steiner constă în supunerea față de o autoritate a cărei acces superior la cunoaștere este doar stipulată. Aceasta este intersubiectivitate, dar o formă autoritară de intersubiectivate. | ” |

| “ | Steiner nu a acceptat că știința empirică poate fi un judecător al antroposofiei. Cu toate astea, predicția lui asupra convergenței științei obișnuite înspre antroposofie l-a situat într-o poziție în care pretențiile sale pot fi testate în raport cu știința obișnuită. [...] Lista de predicții greșite poate fi prelungită ad nauseam. Este clar din lectura scrierilor lui Steiner că a greșit în predicția lui cum că științele naturii se dezvoltau în direcția confirmării tot mai multor învățături ale sale. | ” |